# 千岁矿山
千岁矿山（日语：／ Chitose kōzan）是日本北海道千岁市下辖美笛地区惠庭岳南麓支笏湖西侧的一座矿山，由于位于现美笛川上游，因此有别称美笛矿山（日语：／ Bifue kōzan）。因勘探到山中有热水矿脉的堆积作用下积聚、产生的大量金、银矿物而被辟为矿场。

## 简史
1933年，人迹罕至的未开发区——支笏湖西侧在淘金者（日语：山師）大野直澄的勘探下首次发现了有金矿石的矿脉。中岛飞机的子公司中岛矿业随后从大野真澄手中购得了该地的开采权，于1936年成立千岁矿山株式会社，正式开始千岁矿山的开采作业。矿山的地理位置与周围环境使来往十分不便，在初期的开采中矿石搬运就显得更为艰苦。千岁矿山出产的矿石质地优良，且在当时是北海道规模仅次于鸿之舞矿山的开采场。矿山周边的居住人口一度超过5000人，逐渐形成以矿山为中心，矿山就业人口为主体的工业城镇，一度拥有小学、邮局、菜场、理发店以及政府机关的办事驻处等，称得上一座小规模的城市。第二次世界大战期间日本政府颁布的金矿山整备令下，千岁矿山的开采被迫暂时中止，矿权移交依据战时政策设立的公司帝国矿业开发会社，矿山进入封山保坑的停运阶段。战后，矿山于1948年重新开始作业，矿权方仍为千岁矿山株式会社。1950年三菱金属矿业（现三菱综合材料）购得矿山开采权，对矿山生产设施进行了机械化改造，并对矿山运营进行科学化管理，让矿山生产量一度超越战前，但矿山周遭往日的热闹景象却在逐渐逝去。1977年，三菱推行职住分离政策，矿山市镇的居民迁离矿山周边，多数移居千岁市区。随着矿源近竭，矿石品质下降，勘察新矿区也未获得显著进展，以及支笏湖周围准备设立新的国立公园而出于对环境保护的顾虑，千岁矿山于1986年彻底休矿，又重归于寂静的无人山林之中。

## 矿业运输
开采初期，矿石的运输从矿山至美笛支笏湖段，借由矿山本社持有的轻便轨道，用轨道手推车运输，到达湖畔后再转水运，至对岸由王子轻便铁道的小型货运火车转运，之后再由苫小牧站的日本国有铁路货运火车运输至上川町邻接天幕站的天童矿石精炼所进行精炼加工。这种运输过程繁杂且成本很高，而在1941年山脚下建成的专用精炼所大大减少了运输带来的负担，即使如此在40年代中在支笏湖上仍有零星矿物经由舟运，19吨粗白银被运往大阪造币局附近的本社工厂进行经许可的电解精炼，由大阪造币局接收产品。

## 矿山年表
- 1933年 大野直澄勘探到矿脉
- 1934年 中岛矿业购得矿权
- 1936年 从矿山到王子轻便铁道的一系列专用运输设施建设完毕，千岁矿山株式会社成立，采掘作业正式展开
- 1943年 金矿山整备令颁布，矿权移交帝国矿业开发会社，矿山休矿。
- 1948年 千岁矿山株式会社复矿
- 1950年 三菱金属矿业购得矿权
- 1951年 王子轻便铁道停止使用
- 1972年 矿山创下金年产量885千克的纪录
- 1977年 职住分离，千岁矿山小学闭校，千岁市役所美笛支所停运
- 1986年 闭山
- 2006年 光龙矿山（日语：恵庭鉱山）闭山，惠庭岳全部采掘活动中止，日本国内仅余菱刈矿山（日语：菱刈鉱山）一座成规模的金矿山[7][8][9]。